# Vacilando
Een vacilando is een wandelaar voor wie de reis belangrijker is dan de bestemming.
John Steinbeck (in Travels With Charley: In Search of America, 1962) schreef:

In Spanish there is a word for which I can't find a counterword in English. It is the verb vacilar, present participle vacilando. It does not mean vacillating at all. If one is vacilando, he is going somewhere, but does not greatly care whether or not he gets there, although he has direction.

Wat betekent:

In het Spaans is er een woord, waarvan ik het Engelse woord niet kan bedenken. Het is het werkwoord vacilar, met als tegenwoordige tijd, enkelvoud vacilando. Het betekent helemaal geen dubben. Als iemand vacilando is, betekent het dat het hem niet echt uitmaakt of hij daar komt of niet, hij heeft echter wel een richting.